# Xin chào Bút Chì!
Xin chào Bút Chì! là một bộ phim hoạt hình đất sét của nhóm SleepingCatFilm, làm phim dưới dạng stop motion, ra mắt lần đầu năm 2011.

## Nội dung
Truyện phim kể về cuộc sống của những cây bút. Tại góc học tập của cô chủ nhỏ đang là học sinh luôn có những cây bút mực đủ màu sắc. Một ngày, cô chủ đi học về đã mang theo một cây bút chì. Từ đó, cuộc sống vốn vui vẻ của những cây bút mực đã bị xáo trộn khi cô chủ nhỏ rất yêu quý bút chì, thường xuyên sử dụng và cưng chiều hết mực nó do sự tiện lợi.
Những cây bút mực rất buồn và thất vọng. Chúng cho rằng Bút Chì không thể sống cùng Bút Mực được nên quyết định xua đuổi Bút Chì đi, chúng gọt Bút Chì tơi tả rồi quẳng cậu ta xuống sàn, nằm trơ trọi ở một nơi khó tìm thấy.
Lúc này cô chủ đang thi. Không tìm thấy Bút Chì nên phải làm bài bằng Bút Mực khiến bài thi nhem nhuốc, bẩn thỉu và bị điểm kém (c-). Nhìn thấy cô chủ khóc, những cây Bút Mực mới vỡ lẽ mình đã gây ra hậu quả nghiêm trọng nên ân hận. Chúng nhận ra rằng dù có khác biệt nhưng đều là họ nhà bút và đều có thể sống vui vẻ cùng nhau.

### Nhân vật
- Nhân vật chính
  - Bút Đỏ (Anh hai)
  - Bút Xanh (Anh ba)
  - Bút Chì (Anh tư)
  - Bút Vàng (Em gái út)
- Nhân vật phụ
  - Bút Hồng (Bạn gái của Bút Đỏ)
  - Y tá Mi Mi
  - Bác Sĩ Kẹo
  - Pen Can Cook
  - Hoa hồng đen
  - Chú hàng xóm khó tính
  - Ông nội bút chì

Và một số nhân vật khác...

## Sản xuất

### Ê-kíp ban đầu
- Thiết kế sản xuất: Huỳnh Thanh Thanh, Phạm Phương Anh
- Âm thanh: Nguyễn Hữu Tuấn

### Hợp tác với Điền Quân
Năm 2012, Huỳnh Thanh Thanh và Phạm Phương Anh tiếp tục dự án với sự hỗ trợ của Điền Quân media, sản xuất hơn 20 tập phim phát hành trên YouTube và phát sóng trên HTV7.

### Tạm dừng và tái khởi động
Năm 2019, dự án quay trở lại với bản 2D animation và mong muốn phát triển sản phẩm nhân vật như mô hình đồ chơi.

## Hậu trường
Bộ phim Xin chào Bút Chì do hai sinh viên khoa Báo chí - Truyền thông, trường Đại học Khoa học Xã hội và Nhân văn Thành phố Hồ Chí Minh ra mắt trên Youtube ngày 9 tháng 7 năm 2011.

## Vinh danh
- Giải thưởng Liên hoan phim ngắn dành cho thanh thiếu niên PLURAL+ (2011)
- Giải thưởng UNTV (2011)